# 2015年ピュイスガン交通事故
『2015年ピュイスガン交通事故』（2015ねんピュイスガンこうつうじこ）は、2015年10月23日の朝（現地時間）にフランス南西部のボルドー北東のピュイスガン村（en:Puisseguin）付近のD17道路で、バスと大型のトラック同士が正面衝突して発生した交通事故。
事故当時、このバスにはおよそ50人が乗車していて、多くの高齢者がこのバスに乗っていたが、この事故で42人が死亡、5人が負傷した。この事故は、フランスにおいて1982年以降の交通事故では、最も死亡者数の多いものとなった。